# Motion Rootz Experimental 2006
Motion Rootz Experimental 2006 – album kolektywu Village Kollektiv wydany w 2006. Zawiera muzykę będącą fuzją elektroniki z folkiem granym na "żywych" instrumentach ludowych. Wykorzystywane są ludowe melodie Kurpiów i bułgarskich Szopów, a także śpiew gardłowy z Tuwy i joik ludu Lapończyków. Wszystko to połączone jest z muzyką elektroniczną z kręgów electro, dub i d&b.

## Lista utworów
1. "Powziwaj ziatrecku"
2. "Wyrzundzaj sie"
3. "Hardhoro"
4. "Wysoki ganecek"
5. "Niwa"
6. "Pulsy"
7. "Z tysiunca"
8. "Pusto"
9. "Wynoś sia"
10. "Dobry"